# Tennessee (film)
Tennessee je americký dramatický film režiséra Aarona Woodleyho z roku 2008. Jeho producentem byl Lee Daniels. Hlavními postavami jsou bratři Ellis (Ethan Peck) a Carter (Adam Rothenberg), kteří cestují autem za svým ztraceným otcem. Během cesty potkají Krystal (Mariah Carey).

## Obsazení
| Ethan Peck      | Ellis   |
| Adam Rothenberg | Carter  |
| Mariah Carey    | Krystal |
| Lance Reddick   | Frank   |
| Michelle Harris | Karen   |
| Bill Sage       | Roy     |
| Melissa Benoist | Laurel  |